# Detroit
Detroit je největší město amerického státu Michigan, osmnácté nejlidnatější v USA. Populace zde byla v roce 2017 odhadována na cca 673 tisíc obyvatel, v celé metropolitní oblasti, známé jako Metro Detroit, žilo v téže době asi 4,3 milionu. Město je postiženo ekonomickým a demografickým úpadkem v důsledku deindustrializace, typickým pro průmyslová centra tzv. Rezavého pásu.
Detroit je znám především jako centrum automobilového průmyslu, kde působí tři významní výrobci aut – Ford, Chrysler a General Motors, odtud také přezdívka Motown („motorové město“). Detroit má poměrně vysokou míru nezaměstnanosti – 13,8 % a téměř jedna třetina obyvatel žije pod hranicí chudoby. Přes mírné zlepšení v posledních letech je zločinnost stále jedna z nejvyšších v USA.
Sídlí zde významná galerie Detroitský institut umění.

## Dějiny
Název města pochází od řeky Detroit. Francouzsky détroit znamená úžina, soutěska. V roce 1701 založil francouzský důstojník Antoine de la Mothe Cadillac osadu známou jako Fort Détroit. Později, 29. listopadu roku 1760 byla pevnost předána Britům. Ti zkrátili název osady na Detroit. Ke Spojeným státům se Detroit přidal v roce 1796. Roku 1815 byl Detroit oficiálně prohlášen za město a zároveň za hlavní město státu Michigan. V roce 1967 v Detroitu vypukly rasové nepokoje, při nichž bylo 43 lidí zabito a 467 zraněno. K potlačení nepokojů musel prezident Johnson poslat do města americkou armádu. V dnešní době se město potýká s ekonomickou krizí. V roce 2013 město jmenovalo krizového manažera, aby ho zachránil před krachem. Dluh města se vyšplhal na 18 miliard dolarů a v červenci 2013 Detroit požádal o bankrotovou ochranu před věřiteli. Je to doposud největší městský bankrot v historii Spojených států.

### Finanční potíže
Bankrot města byl vyhlášen 18. července 2013. „Je to těžký krok, ale jediná schůdná cesta, jak vyřešit problém, který nás trápil šedesát let,“ konstatoval guvernér Michiganu Rick Snyder, přičemž předpokládaný dluh města je 18,5 miliardy dolarů. Důvodem krachu je skutečnost, že šest let po sobě překračovaly výdaje města jeho příjmy. Na konci roku 2012 byl schodek rozpočtu 326,6 milionu dolarů a předpokládalo se, že beze změn by byl v roce 2017 astronomických 1,3 miliardy dolarů. Projevy hospodářských potíží města jsou např.:
- Míra nezaměstnanosti v Detroitu se od roku 2000 téměř ztrojnásobila a je více než dvojnásobně vyšší než je celostátní průměr; bez práce je pětina města.
- Na historicky nejvyšší úrovni je počet vražd a město je více než 20 let považováno za nejnebezpečnější město v USA
- Obyvatelé Detroitu čekali v průměru více než 58 minut na reakci policie na tísňové volání. Celostátní průměr je 11 minut. V provozu byla v prvním čtvrtletí jen třetina sanitek.
- V prvním čtvrtletí 2013 nefungovalo odhadem až 40 procent pouličních lamp, opuštěných bylo zhruba 78 000 budov ve městě
- Město sužuje výrazná korupce

## Demografie
Většinu obyvatelstva tvoří černoši (81,6 %), dále běloši (10,5 %), Hispánci (5,0 %) a Asiaté (1,3 %). Běloši a Asiaté žijí hlavně na předměstí ve „slušnějších“ čtvrtích. Obyvatel města výrazně ubývá, zatímco v roce 2000 tu žilo 951 270 a v roce 2007 920 056, pro rok 2013 je to pouhých 681 090 obyvatel. Je to dáno tím, že se lidé stěhují do bezpečnějších městeček na předměstí. V centru Detroitu se nachází mnoho opuštěných čtvrtí a stále jich přibývá. Mnoho domů lze koupit už od 1$, nikdo o ně ale nemá kvůli všudypřítomnému zločinu zájem.

### Změna demografického složení města
V roce 1930 bylo obyvatelstvo Detroitu z 92 % bílé. V roce 2010 již běloši tvořili jen 10,6 %. V Detroitu se pravděpodobně významně projevil fenomén známý jako bílý útěk – čím více černochů do města přicházelo, tím více se bílé obyvatelstvo stahovalo pryč (celkový počet obyvatelstva v letech 1950–2010 klesl o více než 60 %: z 1 849 568 na 713 777).

#### Důsledky demografické změny
Mezi lety 1950 a 2000:
- Celkový počet obyvatel Detroitu se snížil o 49 %, z 1 849 668 na 951 270;
- Počet bílých obyvatel Detroitu se snížil o 93 %, z 1 545 847 na 116 599;
- Počet černých obyvatel Detroitu se zvýšil o 159 %, z 303 721 na 787 687;
- Poměrný počet vražd v Detroitu se zvýšil o 582 %, z 6,1 na 41,6 na 100 000 obyvatel ročně;
- Poměrný počet loupežných přepadení se zvýšil o 596 %, z 125 na 870 na 100 000 obyvatel ročně.

V rozmezí let 1930 až 2000 se počet loupežných přepadení ve městě (v přepočtu na počet obyvatel) zvýšil osminásobně; počet vražd (v přepočtu na počet obyvatel) vzrostl devítinásobně.[zdroj⁠?!] Podle průzkumu provedeného Národním ústavem pro gramotnost (National Institute for Literacy) je 47 % obyvatel Detroitu funkčně negramotných.

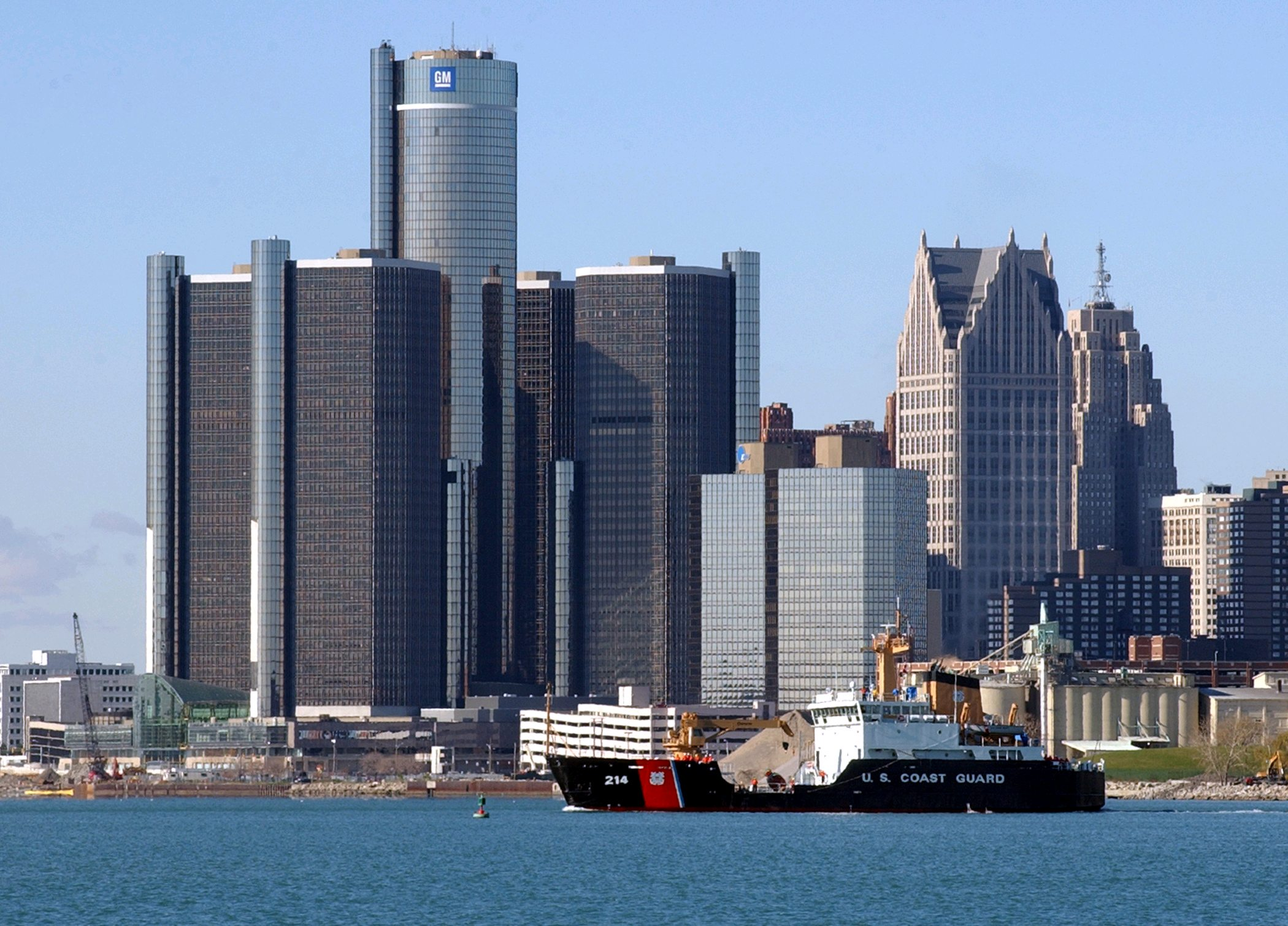
V centru na břehu jezera se nachází množství mrakodrapů.

## Klima
Klima, které bývá ovlivňováno pěti velkými jezery (The Great Lakes) je typické pro tuto severozápadní oblast. Zimy jsou studené, a naopak léta velmi horká a dusná. Nejvyšší teploty v červenci dosahují teplot kolem 30 °C a v lednu se průměrná teplota pohybuje kolem 1 °C.

## Média
Hlavními denními novinami jsou The Detroit Free Press a The Detroit News, Dalšími publikacemi, které vychází mají název Metro Times a týdeník Michigan Chronicle. Televizní síť v Detroitu je jedenáctá a rozhlasová síť devátá největší v USA.

## Sport
Všechny čtyři hlavní profesionální sporty USA mají místo v Detroitu. Basketbalová NBA – Pistons (hrají v předměstském Auburn Hills), hokejová NHL – Detroit Red Wings, baseballová MLB – Tigers, americký fotbal – Detroit Lions. V Detroitu hráli známí hokejisté Yzerman, Shanahan, Fjodorov, Lidström, Konstantinov.

## Osobnosti
- Charles Lindbergh (1902–1974), letec, první člověk, který sám nonstop letem překonal Atlantik
- Ellen Burstynová (* 1932), herečka, držitelka Oscara
- Tom Skerritt (* 1933), herec
- Sonny Bono (1935–1998), zpěvák, producent a politik
- Francis Ford Coppola (* 1939), filmový scenárista, režisér a producent, držitel pěti Oscarů
- Richard Kiel (1939–2014), herec
- Smokey Robinson (* 1940), zpěvák, člen skupiny The Miracles v letech 1955–1972
- Lamont Dozier (1941–2022), hudební skladatel a producent
- Jerry Bruckheimer (* 1943), filmový a televizní producent
- Gregory Jarvis (1944–1986), astronaut, který zahynul při tragédii raketoplánu Challenger
- Diana Rossová (* 1944), zpěvačka a herečka
- Mitt Romney (* 1947), republikánský politik, bývalý guvernér státu Massachusetts
- Alice Cooper (* 1948), americký zpěvák
- Suzi Quatro (* 1950), zpěvačka
- Steve Ballmer (* 1956), manažer, v letech 2000–2014 výkonný ředitel společnosti Microsoft
- Kevin Nash (* 1959), profesionální wrestler a herec
- Sam Raimi (* 1959), režisér a scenárista
- Jeffrey Eugenides (* 1960), romanopisec a povídkář, držitel Pulitzerovy ceny
- Daniel Silva (* 1960), novinář a spisovatel špionážních románů
- Lynn Hill (* 1961), americká horolezkyně
- Anna Sui (* 1964), módní návrhářka
- Sherilyn Fenn (* 1965), herečka
- Ken Jeong (* 1969), stand-up komik, herec a producent
- David Ramsey (* 1971), herec
- Eminem (* 1972), americký rapper
- Proof (1973–2006), rapper
- Xzibit (* 1974), rapper, herec a moderátor
- J Dilla (1974–2006), hudební producent
- Jack White (* 1975), kytarista a zpěvák skupiny The White Stripes
- Brandon T. Jackson (* 1984), herec a komik
- Mike Posner (* 1988), zpěvák, textař a básník

## Partnerská města
- Basra, Irák
- Čchung-čching, Čína
- Dubaj, Spojené arabské emiráty
- Kitwe, Zambie
- Minsk, Bělorusko
- Nassau, Bahamy
- Tojota, Japonsko
- Turín, Itálie